# Francesca Laura Fabbri Wronowski
Francesca Laura Fabbri Wronowski (Milano, 1º gennaio 1924 – Milano, 22 gennaio 2023) è stata una partigiana e giornalista italiana.

## Biografia

### Giovinezza
Nasce da una famiglia benestante, di origine polacca per linea paterna. Terzogenita di Anita Titta (detta Nella) e Casimiro Wronowski, giunti a Milano appena lui fu assunto come giornalista per il Corriere della Sera. Nell'estate del 1924, pochi mesi dopo la nascita di Laura, l'onorevole Giacomo Matteotti, zio di Laura in quanto marito della sorella di Nella, viene ucciso dal regime fascista e sua moglie, Velia Titta, ne rimane vedova. La parentela con la famiglia Matteotti condizionò significativamente ogni aspetto della vita della famiglia Wronowski: Casimiro lascerà per protesta l'incarico al giornale, rinunciando in maniera irreversibile allo status sociale a cui erano abituati. Inoltre, su consiglio del medico, Nella decide di andare a vivere a Finale Ligure, località marittima in grado di curare Laura e suo fratello Pier Lorenzo, entrambi linfatici (affetti da problemi respiratori cronici). In Liguria, Laura incontra il mare e la passione per il nuoto, sebbene proprio lì miseria e difficoltà andranno peggiorando. La solidarietà dei bottegai liguri, che regalano alla famiglia riso, pane, sapone, altri beni di necessità, insieme al forte legame con Velia, che invia ai nipoti gli abiti dismessi dei propri figli, fanno fronte a disagi, emarginazione, ristrettezze e stretto controllo poliziesco.
Da Finale Ligure, la famiglia si sposterà in altri luoghi, prima a Bordighera, poi a Lavagna; tuttavia, nel 1938 li raggiunge la notizia della morte della zia Velia, e ai Wronowski vengono affidati i figli di Matteotti. La nuova famiglia si trasferisce a Chiavari e nell'estate del 1942, nella piscina di Chiavari, Laura conosce Sergio Kasman, ebreo di origine ucraina, studente universitario di Torino, che condivideva con Laura la passione per lo sport. Nell'inverno dello stesso anno, Sergio, ritornato a Torino, riceve la cartolina rosa: la leva obbligatoria alle armi. La corrispondenza tra i due giovani si arresta con l'ultima cartolina da Roma, in cui Sergio racconta di essere nel corpo granatieri di Sardegna. Non si rivedranno mai più. Il 9 dicembre del 1944 Sergio Kasman, divenuto capo di brigata partigiana Giustizia e Libertà di Milano, è ucciso, a seguito alla soffiata di una spia, in un'imboscata: le truppe nazi-fasciste gli sparano alla schiena.

### Guerra partigiana
Si avvicina alla Resistenza nel 1943, entrando a far parte della brigata partigiana Giustizia e Libertà, intitolata a Giacomo Matteotti e capitanata dal cognato Antonio Zolesio, (il comandante "Umberto") marito della sorella Natalia. Sulla tessera del Corpo Volontari della Libertà il suo nome di battaglia è "Kiky", ma ufficialmente decide di utilizzare il secondo nome di battesimo, Laura, con il quale ancora oggi è conosciuta.
Diviene membro effettivo ed attivo della brigata, ricoprendo il ruolo di staffetta partigiana, portando ordini da un campo all'altro e poi di infermiera tuttofare. Imbraccia anche le armi, combattendo al fianco dei suoi compagni durante le numerose azioni di guerriglia contro le squadre fasciste e i convogli tedeschi.
Il 9 settembre 1943 è inviata per prima in ricognizione sui monti della Val Fontanabuona. Il suo compito è quello di valutare la conformazione del territorio, cercare rifugi sicuri che potessero ospitare i membri della formazione e verificare la propensione dei contadini del posto a collaborare. Perlustra la zona per due giorni, ricevendo ospitalità da una poverissima famiglia contadina di Serra di Moconesi. I due montanari, Caterina e Agostino Musante, nonostante le precarie condizioni in cui vivevano, concessero asilo, cibo e sostegno non solo a Laura, ma anche agli altri membri della formazione, che occuparono le montagne liguri fino alla fine della guerra.
Laura è parte dinamica del distaccamento Ventura della Brigata Antonio Lanfranconi (ex Giustizia e Libertà - "Giacomo Matteotti") guidato da un giovane contadino, il comandante "Furia", che aveva disertato il servizio militare, scegliendo di entrare nella Resistenza. Il distaccamento è composto da circa una trentina di uomini, male equipaggiati e con poche armi a disposizione. L'unico vantaggio che le truppe partigiane possiedono è quello di conoscere molto bene il territorio, grazie al fondamentale aiuto dei contadini.
Mentre l'intera famiglia si era trasferita in Liguria già dal 1940, il padre era rimasto a Milano fino al 1943, ospite della sorella. In seguito ai violenti bombardamenti subiti dalla città, decide di raggiungere la famiglia a Chiavari. Tra la notte del 31 dicembre e il 1 gennaio 1944 Casimiro Wronowski viene arrestato dai fascisti e condotto alla “Casa dello Studente” di Genova, sede della Gestapo e luogo famoso per le atroci torture perpetrate a danno dei prigionieri. Lasciano invece libera la madre, che poco tempo dopo raggiunge Laura in montagna, in quanto affetta da flebite. Lo scopo dell’arresto era quello di estorcere informazioni utili su Laura e sua sorella Natalia, legate al comandante “Umberto”, ricercato numero uno della brigata. Fu tenuto in prigionia per due mesi condividendo la cella con il giudice Nicola Panevino, poi venne barattato con un ufficiale tedesco.

#### Campo di concentramento di Calvari
Tra giugno e luglio del 1944 partecipa con l'intera brigata alla liberazione del campo di concentramento di Calvari. All'interno del campo sono internate circa una trentina di persone, in gran parte ebrei. Laura e "Giovanna" (Maria Gemma Ratto) restano nascoste dietro alcuni cespugli e sotto una pioggia battente per molte ore. La loro missione è di condurre le truppe partigiane al campo attraverso il passaggio di Canevale. Grazie alla complicità di due guardie del campo e al favore della notte, riescono a portare in salvo tutti, senza spargimento di sangue. I prigionieri sono scortati da alcuni membri della brigata presso un convento di suore di clausura, predisposte a nascondere i fuggitivi. Intanto Laura aveva ricevuto l'ordine di tagliare i fili del telefono, così da impedire ai fascisti di richiedere rinforzi. Tra i prigionieri ci sono anche tre aviatori alleati: il 2° pilota Ronnie, il motorista Jimmy (entrambi sudafricani) e un ex sergente di Scotland Yard, che combatterono con i partigiani per alcuni mesi prima di essere aiutati a varcare i confini.

#### La battaglia di Barbagelata
Il 13 agosto 1944 si combatte la battaglia di Barbagelata, paese in posizione strategica nella vallata che necessita di essere difeso, per impedire alle truppe nemiche di salire in montagna. Per la prima volta i garibaldini e i membri di Giustizia e Libertà uniscono le forze. Rispetto ai tedeschi che avanzano con armamenti pesanti, i partigiani possiedono maggiore mobilità, conoscono i sentieri meno battuti e i nascondigli tra le rocce, grazie all'aiuto fornito dai contadini, solidali con i ribelli al regime. Fu il primo scontro tra guerra partigiana e esercito regolare.

#### La liberazione
La mattina del 25 aprile 1945, dopo aver ascoltato alla radio che gli Alleati erano alle porte, Laura è propensa a raggiungere Genova insieme agli altri. Nasce una violentissima discussione con Antonio Zolesio, in totale disaccordo con la decisione presa. In quel periodo era ancora minorenne e la città non era un posto sicuro: potevano essere ancora presenti sul territorio cecchini nemici, che avrebbero potuto colpirla. Alla fine riesce ad imporsi e accompagnata dall'aiutante maggiore Antonio Puggioni, ufficiale di origini sarde e dall'autista, detto il Moro. Arriva a Genova in una Topolino con solo il sedile del guidatore, indossando il suo fazzoletto tricolore con la scritta Giustizia e libertà. Trovano la città in subbuglio: un caos assoluto regnava ovunque, la popolazione era esplosa in una gioia condivisa. I tedeschi erano andati via, la guerra era finita.

### Dopoguerra
Le profonde ferite che la guerra ha inflitto all'intera nazione non rendono semplice il ritorno di Laura alla normalità, la ricostruzione è altrettanto difficoltosa, acuita dal prendere coscienza del fatto che gli scontri tra fascisti e antifascisti sarebbero continuati, con altre dimensioni e in altri luoghi, all'indomani della Liberazione. La condizione economica è compromessa e precaria: la povertà persiste ancora a lungo, ma l'inedita possibilità di esprimere il proprio voto per la prima volta nella storia d'Italia, anima la giovane partigiana il 2 giugno del 1946, e accompagnata dal fratello e dalla madre, si reca a Chiavari, nel seggio allestito per il referendum istituzionale che avrebbe sancito la nascita della Repubblica italiana. In seguito, e solo dopo aver saldato ogni debito con quanti li avevano aiutati nei diciotto mesi di resistenza, Laura e la sua famiglia ritornano a Milano, dove lei comincia a lavorare presso un quotidiano commerciale, "Il Sole", diventandone responsabile ufficio abbonamenti (a quindicimila lire al mese). Suo padre, invece, non sarà reintegrato nelle file del "Corriere della Sera". Nel 1951 diventa giornalista professionista, sebbene, poco dopo aver sposato Massimo Fabbri, con la nascita del figlio, Maurizio, Laura abbandona la carriera giornalistica.  La politica come mestiere resterà soltanto un sogno: all'età di cinquant'anni si iscriverà al PCI. La sua testimonianza è stata costante e si è svolta in diversi ambiti: scuole, teatri, piazze, cinema, ad esempio nel 2014 ha interpretato se stessa nel film-documentario "La memoria degli ultimi", realizzato dal regista Samuele Rossi, in collaborazione con l'ANPI. La sua lotta non si è mai interrotta, ma ha continuato a svolgersi in altri contesti: dalla tutela ambientale alla parità di genere fino alla battaglia quotidiana della dignità di cittadina che si oppone strenuamente alle mafie, alla corruzione e continua ad avere l'"anima di traverso", espressione con cui spesso si è autodefinita e ha dato il titolo a un libro, che la vede protagonista, scritto dalla giornalista Zita Dazzi ed edito da Solferino nel 2019.
Muore a Milano il 22 gennaio 2023 all'età di 99 anni.

## Onorificenze e riconoscimenti
Il 25 aprile 2016 Francesca Laura Wronowski è stata insignita dal Ministero della Difesa della Medaglia di Liberazione, in occasione del 70º anniversario della Liberazione. In seguito, il 22 aprile del 2018 ha ricevuto il premio nazionale "Renato Benedetto Fabrizi", in presenza della Presidentessa nazionale ANPI Carla Nespolo, riconoscimento conferitole ad Osimo per l'impegno profuso nella difesa della libertà nazionale durante gli anni della sua giovinezza. Il successivo 7 dicembre 2018 ha ricevuto l'Ambrogino d'oro, su proposta dell'ANPI provinciale di Milano, come è possibile leggere in una nota del 16 novembre 2018. Il riconoscimento milanese le è stato assegnato per il ruolo svolto durante la Resistenza: staffetta informatrice, infermiera tuttofare e pioniera della formazione di Giustizia e Libertà. Prosegue inesausta la sua opera di sensibilizzazione nelle scuole e di attivismo civico per la promozione dei valori portanti del movimento partigiano e della Costituzione: "La libertà comporta una lotta, non tutti sono pronti ad affrontarla".